# Daniel Steres
Daniel Steres (Burbank, 1990. november 11. –) amerikai labdarúgó, a Houston Dynamo hátvédje.

## Pályafutása
Steres a kaliforniai Burbank városában született.
2012-ben mutatkozott be a Chivas USA észak-amerikai első osztályban szereplő felnőtt keretében. 2012-ben a Ventura County Fusion, majd a Seattle Sounders szerződtette. 2013-ban a Wilmington Hammerheads csapatához írt alá. 2014-ben a LA Galaxy-hez igazolt. 2021. december 12-én hároméves szerződést kötött a Houston Dynamo együttesével. Először a 2022. február 28-ai, Real Salt Lake ellen 0–0-ás döntetlennel zárult mérkőzésen lépett pályára. Első gólját 2022. augusztus 14-én, a Montréal ellen hazai pályán 3–2-re elvesztett találkozón szerezte meg.

## Statisztikák
2023. június 25. szerint
| Klub           | Szezon   | Osztály  | Bajnokság | Bajnokság | Kupa  | Kupa | Nemzetközi | Nemzetközi | Összesen | Összesen |
| Klub           | Szezon   | Osztály  | Meccs     | Gól       | Meccs | Gól  | Meccs      | Gól        | Meccs    | Gól      |
| -------------- | -------- | -------- | --------- | --------- | ----- | ---- | ---------- | ---------- | -------- | -------- |
| LA Galaxy      | 2016     | MLS      | 34        | 1         | 1     | 0    | 1          | 0          | 36       | 1        |
| LA Galaxy      | 2017     | MLS      | 21        | 3         | 0     | 0    | —          | —          | 21       | 3        |
| LA Galaxy      | 2018     | MLS      | 20        | 0         | 1     | 0    | —          | —          | 21       | 0        |
| LA Galaxy      | 2019     | MLS      | 32        | 3         | 2     | 0    | 1          | 0          | 35       | 3        |
| LA Galaxy      | 2020     | MLS      | 20        | 1         | 0     | 0    | —          | —          | 20       | 1        |
| LA Galaxy      | 2021     | MLS      | 18        | 0         | 0     | 0    | —          | —          | 18       | 0        |
| LA Galaxy      | Összesen | Összesen | 145       | 8         | 4     | 0    | 2          | 0          | 151      | 8        |
| Houston Dynamo | 2022     | MLS      | 18        | 2         | 1     | 0    | —          | —          | 19       | 2        |
| Houston Dynamo | 2023     | MLS      | 16        | 1         | 1     | 0    | —          | —          | 17       | 1        |
| Houston Dynamo | Összesen | Összesen | 34        | 3         | 2     | 0    | 0          | 0          | 36       | 3        |
| Összesen       | Összesen | Összesen | 179       | 11        | 6     | 0    | 2          | 0          | 187      | 11       |